# 陆荣篯

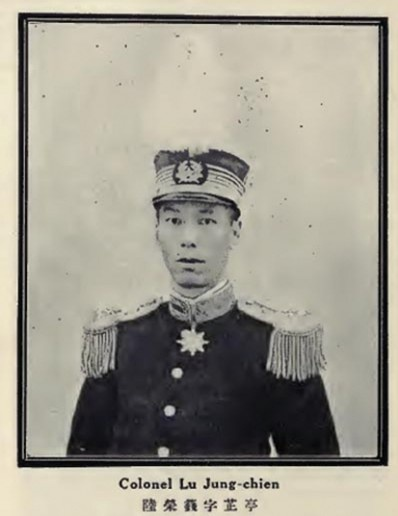
陆荣篯

陆荣篯（1878年—20世纪），字芷亭，祖籍浙江，出生于天津，中华民国军事人物。
陆荣篯毕业于保定军校，1918年起任职于淞沪警察厅。1923年出任总务科长。同年11月代理淞沪警察厅长，以接替遇刺身亡的原厅长徐国梁。
抗日战争期间，陆荣篯曾任中华民国维新政府浙江省警备处处长，汪精卫政权中央警官学校校务长、江西省警务处处长等职。